# シアカ・ティエネ
シアカ・チコ・ティエネ（Siaka Chico Tiéné、1982年2月22日 - ）は、コートジボワール・アビジャン出身の元サッカー選手。ポジションはDF。

## 経歴

### クラブ
コートジボワールのASECミモザでプロキャリアをスタートさせ、2003年に南アフリカのマメロディ・サンダウンズFCに移籍した。2005年よりフランスのASサンテティエンヌでプレーし、スタッド・ランスへのレンタル移籍を経て2008年にヴァランシエンヌFCに移籍した。2010年よりパリ・サンジェルマンFCに移り、2013年よりモンペリエHSCに所属。

### 代表
コートジボワール代表として2005年にデビューして以来、アフリカネイションズカップ2008、アフリカネイションズカップ2010、2010 FIFAワールドカップに出場した。

## 所属クラブ
- ASECミモザ 1999–2003
- マメロディ・サンダウンズFC 2003–2005
- ASサンテティエンヌ 2005–2008

→ スタッド・ランス 2006–2007 (loan)
- ヴァランシエンヌFC 2008–2010
- パリ・サンジェルマンFC 2010–2013
- モンペリエHSC 2013–2015

## 代表歴

### 出場大会
- コートジボワール代表
  - 2010 FIFAワールドカップ

### 試合数
- 国際Aマッチ 101試合 2得点（2000年-2015年）[1]

| コートジボワール代表 | 国際Aマッチ | 国際Aマッチ |
| 年                   | 出場        | 得点        |
| -------------------- | ----------- | ----------- |
| 2000                 | 4           | 0           |
| 2001                 | 8           | 0           |
| 2002                 | 1           | 0           |
| 2003                 | 0           | 0           |
| 2004                 | 0           | 0           |
| 2005                 | 8           | 0           |
| 2006                 | 2           | 0           |
| 2007                 | 9           | 0           |
| 2008                 | 12          | 0           |
| 2009                 | 7           | 1           |
| 2010                 | 14          | 1           |
| 2011                 | 5           | 0           |
| 2012                 | 12          | 0           |
| 2013                 | 5           | 0           |
| 2014                 | 4           | 0           |
| 2015                 | 10          | 0           |
| 通算                 | 101         | 2           |

## タイトル
クラブ
パリ・サンジェルマンFC
- リーグ・アン 2012-13